# Plagiotremus iosodon
Plagiotremus iosodon is een  straalvinnige vissensoort uit de familie van naakte slijmvissen (Blenniidae). De wetenschappelijke naam van de soort is voor het eerst geldig gepubliceerd in 1976 door Smith-Vaniz.
De soort staat op de Rode Lijst van de IUCN als Onzeker, beoordelingsjaar 2009.